# Дехтерев, Николай Васильевич
Николай Васильевич Дехтерев (1775—1831), российский командир эпохи наполеоновских войн, генерал-майор Русской императорской армии.

## Биография
Николай Дехтерев родился в 1775 году; происходил из дворянской семьи.
В девятилетнем возрасте был записан в Преображенский лейб-гвардии полк в качестве фурьера. 1 января 1792 года Дехтерев был выпущен  в Псковский драгунский полк в чине капитанома.
Принимал участие в Русско-шведской войне (1790) и польских событиях 1794 года, где за заслуги был произведён в майоры.
Сражался с французами в ходе Швейцарского похода Александра Суворова и в последующих коалиционных войнах. 25 ноября 1800 года получил погоны полковника.

Командуя Санкт-Петербургским драгунским полком отличился в битве у Прейсиш-Эйлау и был награждён 26 апреля 1807 года орденом Святого Георгия 3-го класса № 162 
В воздаяние отличнаго мужества и храбрости, оказанных в сражении против французских войск 27-го января при Прейсиш-Эйлау.
18 октября 1808 года стал шефом Ольвиопольского гусарского полка.
После этого сражался в русско-турецкой войне вплоть до 1812 года.
В 1809 — 1812 годах успешно воевал с турками, за штурм Базарджика получил 14 июня 1810 года чин генерал-майора. Был тяжело ранен пулей в грудь под Шумлой.
Во время начала вторжения наполеоновской армии в Россию, Ольвиопольский гусарский полк, шефом которого был Дехтерев, числился в 23-й бригаде 7-й кавалерийской дивизии и находился в резерве Дунайской армии. С этим полком он внёс существенный вклад в дело изгнания неприятеля из пределов Российской империи.
После бегства Наполеона, Дехтерев принял участие в войне шестой антинаполеоновской коалиции.
16 января 1816 года получил почётную отставку.
Николай Васильевич Дехтерев умер 5 сентября 1831 года и был похоронен в селе Красном Вяземского уезда Смоленской губернии.